# 특성화 고등학교
특성화 고등학교는 1998년 3월에 개정 및 공포된 초·중등교육법시행령 제91조에 따라 운영되는 대한민국의 고등학교의 한 형태로 현장실습을 위한 교육과정을 운영하는 학교이다. 특정 분야의 전문 고등학교와 대안학교의 형태로 운영된다. 과거 전문계나 실업계 고등학교로 불리다가 2012년 이후 모든 전문계고가 특성화고로 통합되었으며 마이스터 고등학교도 똑같다.

## 같이 보기
- 기술
- 취업
- 공업 고등학교
- 상업 고등학교
- 농업 고등학교